# Martin Schächter
Martin Schächter (14 de Março de 1915 - ?) foi um paraquedista alemão durante a Segunda Guerra Mundial. Foi condecorado com a Cruz de Cavaleiro da Cruz de Ferro no dia 12 de Maio de 1940, pela sua prestação em conjunto com o Grupo de Assalto Sturmabteilung Koch, durante a Batalha da Fortaleza Eben-Emael.